# Sukorejo (Musuk)
Sukorejo is een bestuurslaag in het regentschap Boyolali van de provincie Midden-Java, Indonesië. Sukorejo telt 5048 inwoners (volkstelling 2010).